# Baby - det originale soundtrack
Baby - det originale soundtrack er det soundtracket til Linda Wendel film Baby fra 2003. Albummet er indspillet af den danske rockgruppe Sort Sol, og er deres første soundtrackalbum.
Musikmagasinet GAFFA gav albummet tre ud af seks stjerner.

## Spor
1. "For Maria Rich"
2. "Restless yellow night"
3. "Bunker baby"
4. "Novas OD"
5. "Lost but always found"
6. "Slavesjæl"
7. "Brændemærket"
8. "It's gonna rain"
9. "I bil"
10. "Diamond wind"
11. "Drone - vold"
12. "At sove - at dø"
13. "Der er to slags dage"
14. "I'll take care of you"
15. "Leni #5"